# 甘南报春
甘南报春（学名：Primula erratica）为报春花科报春花属下的一个种。

## 扩展阅读
維基物種上的相關：甘南报春